# Vico
|  | Per a altres significats, vegeu «Antonio Vico Pintos». |

Vico (francès) Vicu en cors és un municipi de Còrsega, al departament de Còrsega del Sud. L'any 1999 tenia 898 habitants.
| 1962 | 1968  | 1975  | 1982  | 1990 | 1999 |
| ---- | ----- | ----- | ----- | ---- | ---- |
| 999  | 1.186 | 1.484 | 1.312 | 921  | 898  |

## Personatges il·lustres
- Joseph-Marie Multedo